# 貿易創出効果
貿易創出効果（ぼうえきそうしゅつこうか、英：The trade creation effect）は、自由貿易協定の締結などの自由貿易政策の結果、貿易が新たに生み出される効果。

## 概要
この概念は、貿易協定などの自由貿易政策によって域外国との貿易が減少する貿易転換効果（英: The trade diversion effect）とともに、ジェイコブ・ヴァイナーの1950年の論文で初めて議論された。貿易創出効果は、貿易協定などの自由貿易政策によって関税や輸入割当が撤廃され、非関税障壁も取り払われることで貿易コストが低下し、国際貿易が増える効果である。通常、自由貿易協定が締結されると、貿易創出効果と貿易転換効果の両方が生じる。貿易創出効果による効率性の改善が貿易転換効果による効率性の損失を上回るとき、貿易協定は効率性を改善するものであると考えられる。

## 実証分析
欧州経済共同体（EEC）、ラテンアメリカ自由貿易連合条約（LAFTA）、経済相互援助会議（CMEA）の国際貿易への影響を推定した論文では、実際に貿易創出効果があったことが示されている。
パネルデータを用いて重力モデルを推定し、国のペア固定効果、輸出国-年固定効果、輸入国-年固定効果を考慮して貿易創出効果と貿易転換効果を推定した論文がある。貿易協定の締結がアナウンスされると、締結に対する期待（英: Expectation）から貿易が増える効果があることが示されている。
スペインのデータを用いて、移民が増加すると移民の出身国との貿易が増加することが示されている。また、貿易の増加は取引あたりの貿易額の増加（英: The intensive margin）よりも取引の増加（英: The exntensive margin）によって引き起こされていることも示されている。